# Албигова
Албигова (пољ. Albigowa) је село у Пољској које се налази у војводству Подкарпатјском у повјату Лањцуцком у општини Лањцут.
Од 1975. до 1998. године ово насеље се налазило у Жешовском војводству.
После Другог светског рата овде се налазила ергела арапских коња.